# Sole

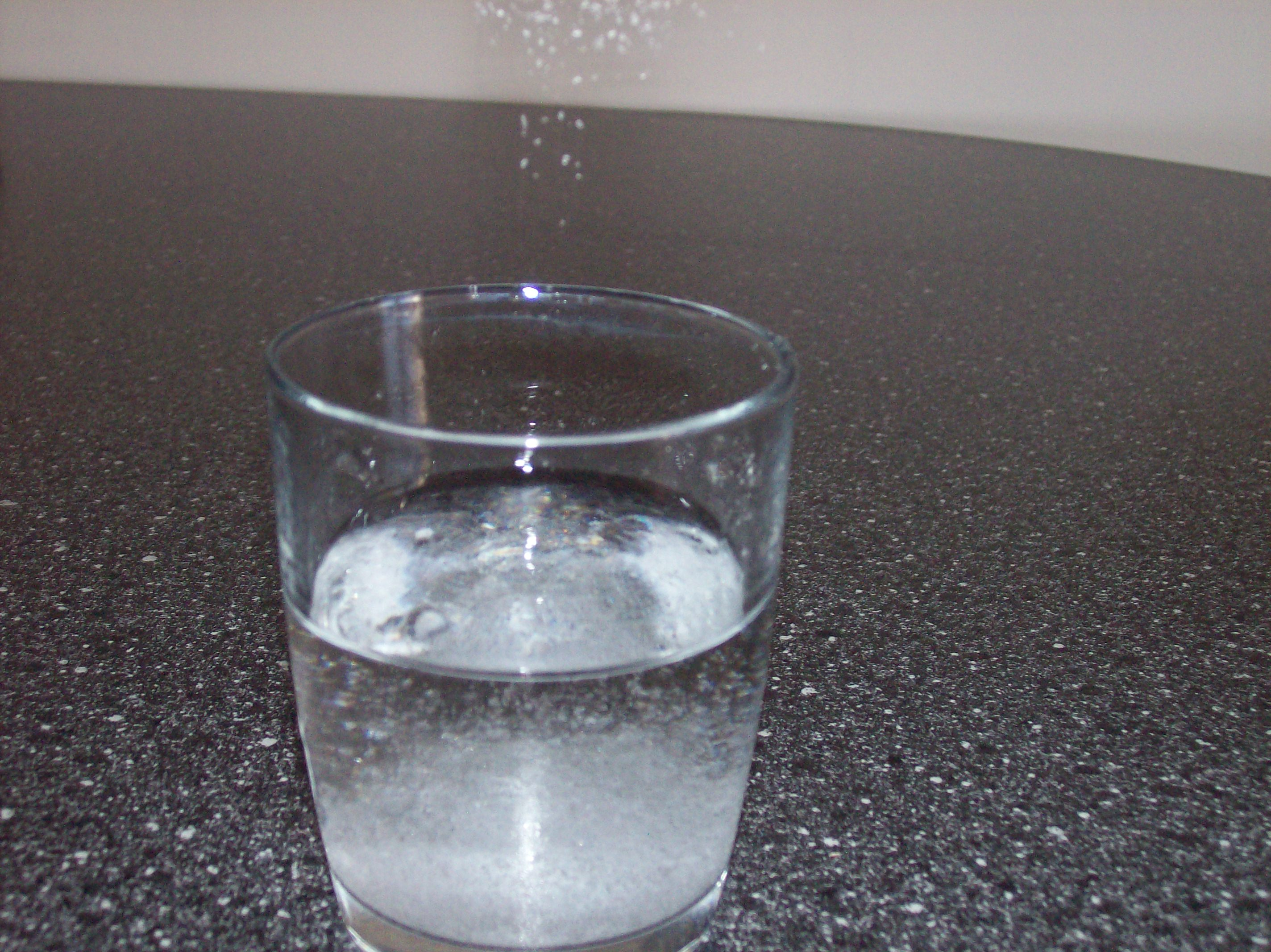
Wasser mit Salz

Sole (aus spätmittelhochdeutsch sul, sol für „Salzbrühe“) ist eine wässrige Lösung von Salzen, die mindestens 14 g gelöster Stoffe pro 1 kg Wasser enthält. Ursprünglich bezeichnete der Ausdruck nur die Kochsalz-Lösungen, aus denen aus natürlichen Solequellen in Salinen, Gradierwerken, Salzbergwerken oder am Meer Salz gewonnen wurde. Durch Eindampfen an der Sonne (Evaporation) oder Sieden der Sole wird dann Kochsalz gewonnen.

## Aussolung
Für den einfacheren industriellen Salzabbau bzw. Transport wird auch das Salz mit Hilfe von Wasser aus dem Berg gewonnen (Aussolen bzw. Aussolung). Die früher – und auch heute noch vereinzelt – angewandte Technik besteht in der Schaffung von Laugenkammern (circa 2–3 m hohe Räume) im Berg, die mit Wasser gefüllt werden. Das Salz geht langsam im Wasser in Lösung. Nach Erreichen der natürlichen Sättigung (circa 26 % Salzgehalt) wird die Sole abgepumpt.

## Modernes Solverfahren
Heute erfolgt die Gewinnung meist über Bohrlochsonden (Bohrspülwerk). Dabei wird eine Tiefbohrung durch das Salzvorkommen getrieben. In das Bohrloch werden zwei konzentrische Spülrohre gehängt. In der ersten Phase der Aussolung wird durch das tiefer hängende Zentralrohr Süßwasser eingeleitet. Die entstehende Sole wird über das äußere Spülrohr nach über Tage verdrängt (direktes Solverfahren).
Im Laufe des Abbaus wird der Spülkreislauf umgekehrt (indirektes Solverfahren). Dabei gelangt das Süßwasser über den Ringraum der Spülrohre in die Kaverne, sättigt sich auf dem Weg nach unten mit Salz langsam auf und verlässt die Kaverne über das tiefer hängende Zentralrohr als Sole. Zur Sicherung des Firstes der entstehenden Kaverne wird eine Schutzflüssigkeit oder ein Schutzgas (Blanket) über das äußere Spülrohr eingebracht. Durch eine geringere Dichte schichtet es sich über dem Wasser und verhindert eine vertikale Aussolung.
Die durch Aussolung über Bohrsonden geschaffenen Hohlräume haben oft beachtliche Ausmaße (Durchmesser bis 80 m, Höhe bis 500 m, Volumen bis über 1 Mio. m³). Sie werden heute wegen der natürlichen Dichtheit oft als Untergrundspeicher für Erdgas und Erdöl verwendet, wobei die Sole bei der Einlagerung von Erdöl als Ausgleichsflüssigkeit dient. Wenn Erdöl in den Speicher gepumpt wird, wird die Sole verdrängt. Das Auslagern von Erdöl erfolgt wiederum durch Einpumpen von Sole.

## Soleverarbeitung
Die weitere Verarbeitung der Sole erfolgt in einer Saline. Die Saline Conow, gelegen in Südwestmecklenburg im Ortsteil Conow der Gemeinde Malliß im Landkreis Ludwigslust-Parchim, wurde erstmals am 28. August 1307 urkundlich erwähnt. Rudolf I. von Sachsen-Wittenberg hatte sie – kurz nach der Inbesitznahme des Landes Dömitz – den Nonnen des Klosters Eldena geschenkt, auf dessen Besitzungen die Salzquelle entdeckt worden war.
Eine weitere von vielen Salinen (siehe die Liste der Salinen Deutschlands) existierte seit 1607 in Ebensee am Traunsee im Salzkammergut. In Bad Reichenhall, wo bereits seit der Römerzeit eine Saline besteht, wurde im Hochmittelalter das bedeutendste natürliche Solevorkommen entdeckt. Bis heute wird in Bad Reichenhall aus Sole, auch aus dem mit der Neuen Saline durch eine Pipeline verbundenen Salzbergwerk Berchtesgaden Salz hergestellt. Im Tourismusbereich wird die Soleleitung Reichenhall-Traunstein gerne als „älteste Pipeline der Welt“ beschrieben.

## Anwendung
Im Weiteren wird die Sole in der Lebensmittelindustrie zum Schockgefrieren von Fleisch und Fisch eingesetzt. Hierzu wird die Sole auf −35 °C heruntergekühlt und das Produkt hineingetaucht.
Ein weiteres Anwendungsgebiet ist der Winterdienst. Zum einen wird sie zur Anfeuchtung von Streusalz genutzt; die Winterdienstfahrzeuge haben einen Tank mit Sole, die dem Streusalz während der Ausbringung zugesetzt wird, um ein schnelleres Auftauergebnis zu erreichen und einer Verwehung vorzubeugen (Feuchtsalzstreuung). Zum anderen kommt sie alleine (d. h. ohne Trockensalz) in Taumittelsprühanlagen sowie speziellen Winterdienstfahrzeugen mit Flüssigstreumaschinen zum Einsatz.
Auch in Wärmepumpen finden technisch hergestellte Solen Anwendung als Kühlmittel. Der Begriff Kühlsole hat jedoch eine Bedeutungserweiterung erfahren und bezieht auch nichtsalzhaltige Flüssigkeiten ein, soweit ihr Gefrierpunkt unter dem des Wassers liegt. Heutzutage basieren die meisten Kühlsolen auf Glykolen, mit denen niedrigere Gefrierpunkte möglich sind und die weniger korrosiv sind.

## Medizinische Anwendung

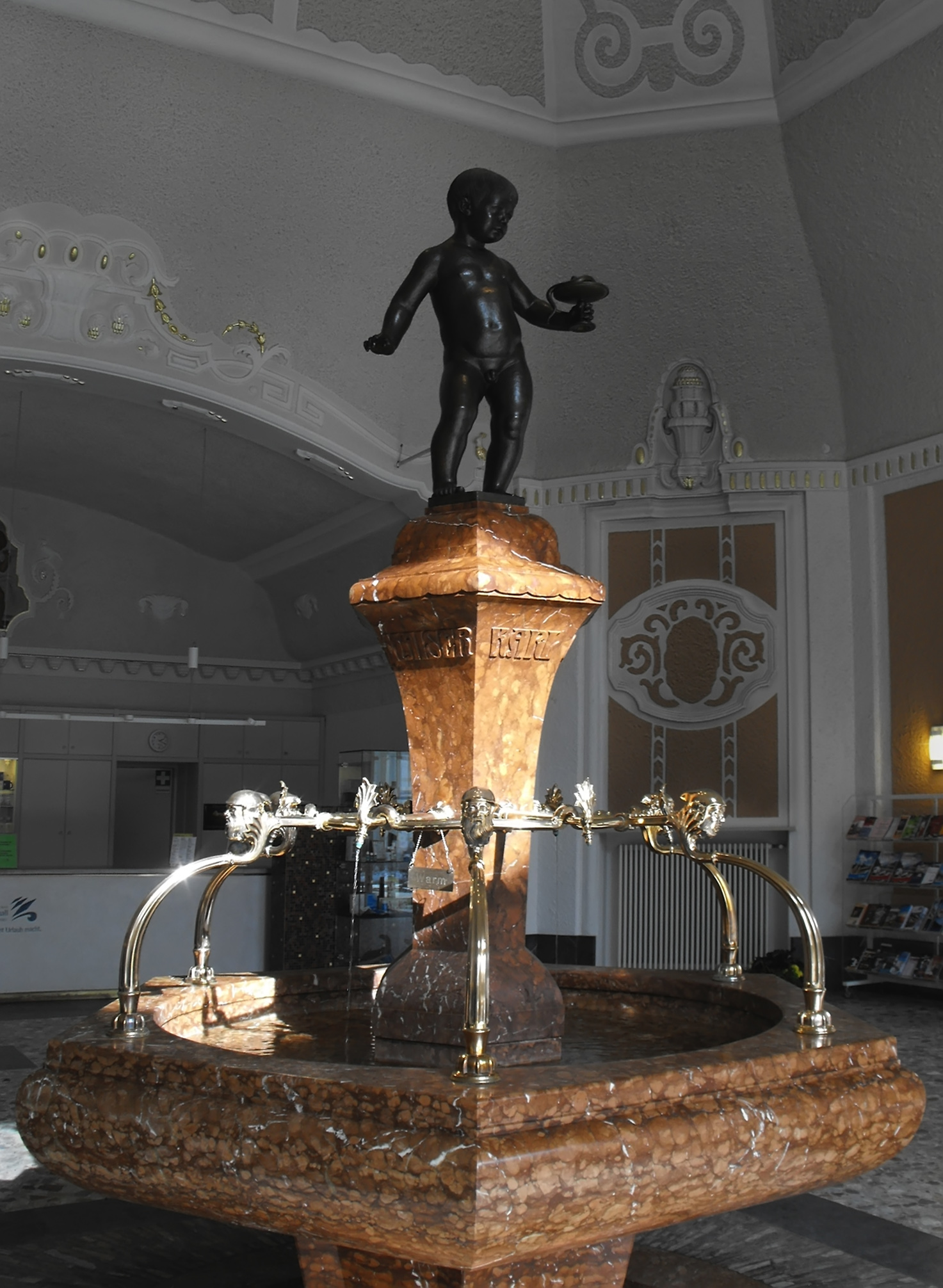
Kaiser-Karl-Quelle, Soletrinkbrunnen in Bad Reichenhall

In der Medizin werden Kochsalz-Lösungen mit einem Salzgehalt von 1,5 bis 6 % als Sole bezeichnet. Die medizinische Wirksamkeit von Sole-Anwendungen bei einigen Hautkrankheiten ist unbestritten, bei anderen Anwendungsgebieten wird die Wirksamkeit in Frage gestellt. Es gibt Sole-Trinkkuren, Solespülungen, Solebäder, Sole-Einreibungen, Soleumschläge und Sole-Inhalationen.
Sole wird in den touristisch oft gut erschlossenen Solebädern u. a. bei Hauterkrankungen, Allergien, Erkältungskrankheiten, Verdauungsbeschwerden, Stoffwechselstörungen, Nieren- und Harnblasenerkrankungen, „nervösen Störungen“, Konzentrationsschwäche und Schlafstörungen angewendet.
Von Befürwortern angepriesene Behandlungserfolge bei Krebs, Menstruationsbeschwerden, Augenerkrankungen oder Schwermetallbelastungen sind wissenschaftlich nicht belegt. Seriöse Anbieter betonen eher den Effekt von Spaß, Erholung und Unterhaltung im Gesamtkontext eines Badeaufenthaltes, schränken die Indikationen wesentlich ein und erwähnen die Kontraindikationen.